# Sally Hawkins
Sally Cecilia Hawkins (født 27. april 1976) er en engelsk skuespiller, kendt for Happy-Go-Lucky, Det Stærke Køn, Godzilla, Paddington og hendes hovedrolle i Guillermo del Toros The Shape of Water. Hun har modtaget to Oscar-nomineringer og vundet én Golden Globe-pris.

## Karriere

### 2000-2007: Uddannelse og første roller
Hawkins er uddannet fra Royal Academy of Dramatic Art. I løbet af hendes studietid arbejdede hun som statist på George Lucas' Star Wars Episode I: Den Usynlige Fjende. Hun fik sin første filmrolle i Mike Leighs drama All or Nothing. De to gentoptog arbejdet på det Oscar-nominerede drama Vera Drakes Hemmelighed. Efterfølgende havde Hawkins roller i flere teater og tv-produktioner, heriblandt sketch-showet Little Britain. Hun arbejdede med Daniel Craig i Matthew Vaughns krimi-komedie Layer Cake og spillede overfor Ewan McGregor i Woody Allens Cassandra's Dream.

### 2008-2013: Internationalt gennembrud
I 2008 var hun aktuel i komedien Happy-Go-Lucky, som markerede hendes tredje kollaboration med Mike Leigh. For hendes præstation modtog en Golden Globe og Sølvbjørnen under Filmfestivalen i Berlin. Efterfølgende havde hun en håndfuld biroller i flere produktioner, heriblandt danske Lone Scherfigs An Education og dramaet Ørkenblomst, samt periode-dramaet Jane Eyre.
Hun spillede hovedrollen Rita O'Grady i det autentiske komedie-drama Det Stærke Køn, som solgte 79.572 biografbilletter i Danmark. Hun genoptog samarbejdet med Woody Allen på filmen Blue Jasmine overfor Cate Blanchett, Louis C.K. og Bobby Cannavale, som blev udgivet i danske biografer i august 2013.

### 2013-2019: Arbejde i større produktioner og Oscar-nomineringer.
I 2014 blev hun nomineret til Oscar for bedste kvindelige birolle for sin rolle i Woody Allen-filmen Blue Jasmine. Hun var senere på året aktuel med en birolle i hendes første Hollywood-produktion med Warner Bros' storfilm Godzilla overfor Ken Watanabe, som var en global biografsucces. Hun spillede Fru Brown i Paddington, overfor Hugh Bonneville, Nicole Kidman, Julie Walters og Jim Broadbent. Filmen var produceret af Harry Potter-bagmanden David Heyman og blev mødt med positive anmeldelser. Hun spillede hovedrollen i kortfilmen The Phone Call overfor Jim Broadbent som vandt en Oscar for Bedste Kortfilm, og fik ros for hendes arbejde i det biografiske drama Maudie.
Hun havde hovedrollen som den stumme rengøringsdame Elisa Esposito i Guillermo del Toros The Shape of Water overfor Octavia Spencer, Doug Jones og Michael Shannon. Hun modtog en Oscar nominering for Bedste Kvindelige Hovedrolle, mens filmen vandt prisen for Bedste Film.

### 2020
Hawkins har færdiggjort arbejdet på julefilmen A Boy Called Christmas overfor Maggie Smith og Jim Broadbent, produceret af Netflix og StudioCanal.

## Filmografi
| År   | Titel                          | Rolle               | Instruktør         | Bemærkning      | Dansk billetsalg |
| ---- | ------------------------------ | ------------------- | ------------------ | --------------- | ---------------- |
| 2002 | All or Nothing                 | Samantha            | Mike Leigh         |                 | 25.951           |
| 2004 | Vera Drakes Hemmelighed        | Susan Wells         | Mike Leigh         |                 | 25.782           |
| 2004 | Layer Cake                     | Slasher             | Matthew Vaughn     |                 |                  |
| 2007 | Cassandra's Dream              | Kate                | Woody Allen        |                 | 10.916           |
| 2007 | WΔZ                            | Elly Carpenter      | Tom Shankland      |                 |                  |
| 2008 | Happy-Go-Lucky                 | Poppy Cross         | Mike Leigh         |                 | 19.693           |
| 2009 | An Education                   | Sarah Goldman       | Lone Scherfig      |                 | 200.243          |
| 2009 | Ørkenblomst                    | Marylin             | Sherry Hormann     |                 | 6420             |
| 2009 | Happy Ever Afters              | Maura               | Stephen Burke      |                 |                  |
| 2010 | It's a Wonderful Afterlife     | Linda / Gitali      | Gurinder Chadha    |                 |                  |
| 2010 | Never Let Me Go                | Miss Lucy           | Mark Romanek       |                 |                  |
| 2010 | Det Stærke Køn                 | Rita O'Grady        | Nigel Cole         |                 | 79.572           |
| 2010 | Submarine                      | Jill Tate           | Richard Ayoade     |                 | 3295             |
| 2011 | Love Birds                     | Holly               | Paul Murphy        |                 |                  |
| 2011 | Jane Eyre                      | Mrs Reed            | Cary Fukunaga      |                 | 28.761           |
| 2012 | Store Forventninger            | Mrs Joe             | Mike Newell        |                 |                  |
| 2013 | All Is Bright                  | Olga                | Phil Morrison      |                 |                  |
| 2013 | Blue Jasmine                   | Ginger              | Woody Allen        |                 | 91.000           |
| 2013 | The Double                     | Receptionist        | Richard Ayoade     |                 |                  |
| 2014 | Godzilla                       | Dr. Vivienne Graham | Gareth Edwards     |                 | 79.769           |
| 2014 | Paddington                     | Mary Brown          | Paul King          |                 | 98.261           |
| 2015 | X+Y                            | Julie Ellis         | Morgan Matthews    |                 |                  |
| 2015 | The Phone Call                 | Heather             | Mat Kirkby         | Kortfilm        |                  |
| 2016 | Maudie                         | Maud Lewis          | Aisling Walsh      |                 |                  |
| 2017 | The Shape of Water             | Elisa Esposito      | Guillermo del Toro |                 | 93.056           |
| 2017 | Paddington 2                   | Mary Brown          | Paul King          |                 | 78.822           |
| 2019 | Godzilla: King of the Monsters | Dr. Vivienne Graham | Michael Dougherty  |                 |                  |
| 2019 | Eternal Beauty                 | June                | Craig Roberts      |                 |                  |
| 2020 | A Boy Called Christmas         | The Truth Pixie     | Gil Kenan          | Post-produktion |                  |